# Pampatherium
Pampatherium (gr. "bestia de la pampa") es un género extinto de mamíferos placentarios del orden Cingulata emparentados con los actuales armadillos y los también extintos gliptodóntidos. Habitaron en Argentina, Bolivia, Uruguay y México hasta hace unos 11 000 años.

## Especies
El género Pampatherium incluye tres especies:
- Pampatherium typum †
- Pampatherium mexicanum †
- Pampatherium humboldtii †